# کاگن
کاگن (به ژاپنی: 嘉元 Kagen)؛ نام یک عصر تاریخی ژاپنی بود. این عصر بعد از کنگن و قبل از توکوجی قرار داشت و از اوت ۱۳۰۳ تا دسامبر ۱۳۰۶ میلادی به طول انجامید. در طی این عصر امپراتور گو-نیجو امپراتور ژاپن بود.